# Родопа (футбольный клуб)
ПФК Родопа Смолян (болг. ПФК Родопа Смолян) — болгарский футбольный клуб из города Смолян. Домашние матчи команда проводит на стадионе Септември, вмещающем около 6 000 зрителей.

## История
В 1927 году в Смоляне был образован клуб «Родопец», преемником которого считает себя нынешняя «Родопа» (так летом 2010 года она изменила своё название на «Родопа 1927»). После 1944 года в городе, как и по всей стране, проводилась серия реорганизаций существовавших на тот момент спортивных образований. После периода добровольных спортивных обществ (ДСО), организованных по производственному принципу в 1957 году в городе был создан единый «ДФС Родопа». В 1985 году от него отделяется футбольный клуб «Родопа», начавший развиваться самостоятельно.
В сезоне 2002/2003 «Родопа» заняла первое место в Группе «Б» и впервые в своей истории получила право участвовать в главной болгарской футбольной лиге. В дебютном сезоне на высшем уровне она заняла 10-е место. Этот результат стал лучшим в истории «Родопы». Следующие три года она боролась за выживание в лиге, вылетев из Группы «А» по итогам сезона 2006/07. 
«Родопа» столкнулась с нехваткой денег, что вылилось в кризис. В сезоне 2008/2009 она играла в Восточной Группе «Б», закончив его в двух точках от зоны вылета. В следующем сезоне «Родопа» и вовсе снялась с чемпионата в зимнем перерыве, в оставшихся матчах ей были засчитаны технические поражения со счётом 0:3. Команда была переведена на любительский уровень. Летом 2010 года она была переименована в «Родопу 1927» и объединена с другим местным клубом «Смоляном 2000». В сезоне 2011/2012 команда снялась и походу любительского первенства.